# 狂野之夢
- 關於泰勒絲的歌曲，請見「狂野的梦」。

《狂野之夢》（英語：Wild Dreams）是愛爾蘭男子歌唱團體西城男孩的第十二张錄音室專輯，於2021年11月26日通过东西方唱片發行，這是他們在該公司的第1張專輯。主打歌〈Starlight〉於2021年10月14日發行。

## 銷量認證
| 國家或地區                     | 認證 | 銷量    |
| ------------------------------ | ---- | ------- |
| 英國（英國唱片業協會）         | 銀   | 60,000‡ |
| - ‡僅含認證的串流媒體+實際銷量 |      |         |